# Neil (nombre)
Neil es un nombre propio masculino de origen gaélico. Este nombre o denominación es la forma inglesa del Niall irlandés, de derivación disputada. Este término irlandés podría derivarse de palabras que significan "nube", "apasionado", o "campeón".
En cuanto al apellido Neil, se remonta al Niall de los nueve rehenes (en inglés: Niall of the Nine Hostages), quien se supone era un rey irlandés que vivió durante los siglos IV y V de nuestra era, antepasado epónimo de los clanes Uí Néill y MacNeil. Corresponde señalar que la mayoría de los especialistas asignan a Neil un significado equivalente a campeón.
También es el nombre del protagonista de un famoso libro.